# Article 14 de la Constitution belge
L'article 14 de la Constitution de la Belgique fait partie du titre II Des Belges et de leurs droits. Il garantit le fait qu'aucune peine ne peut être établie si ce n'est en vertu d'une loi.
Il date du 7 février 1831 et était à l'origine — sous l'ancienne numérotation — l'article 9. Il n'a jamais été révisé.

## Texte de l'article actuel
« Nulle peine ne peut être établie ni appliquée qu'en vertu de la loi. »